# GPS-навігатор

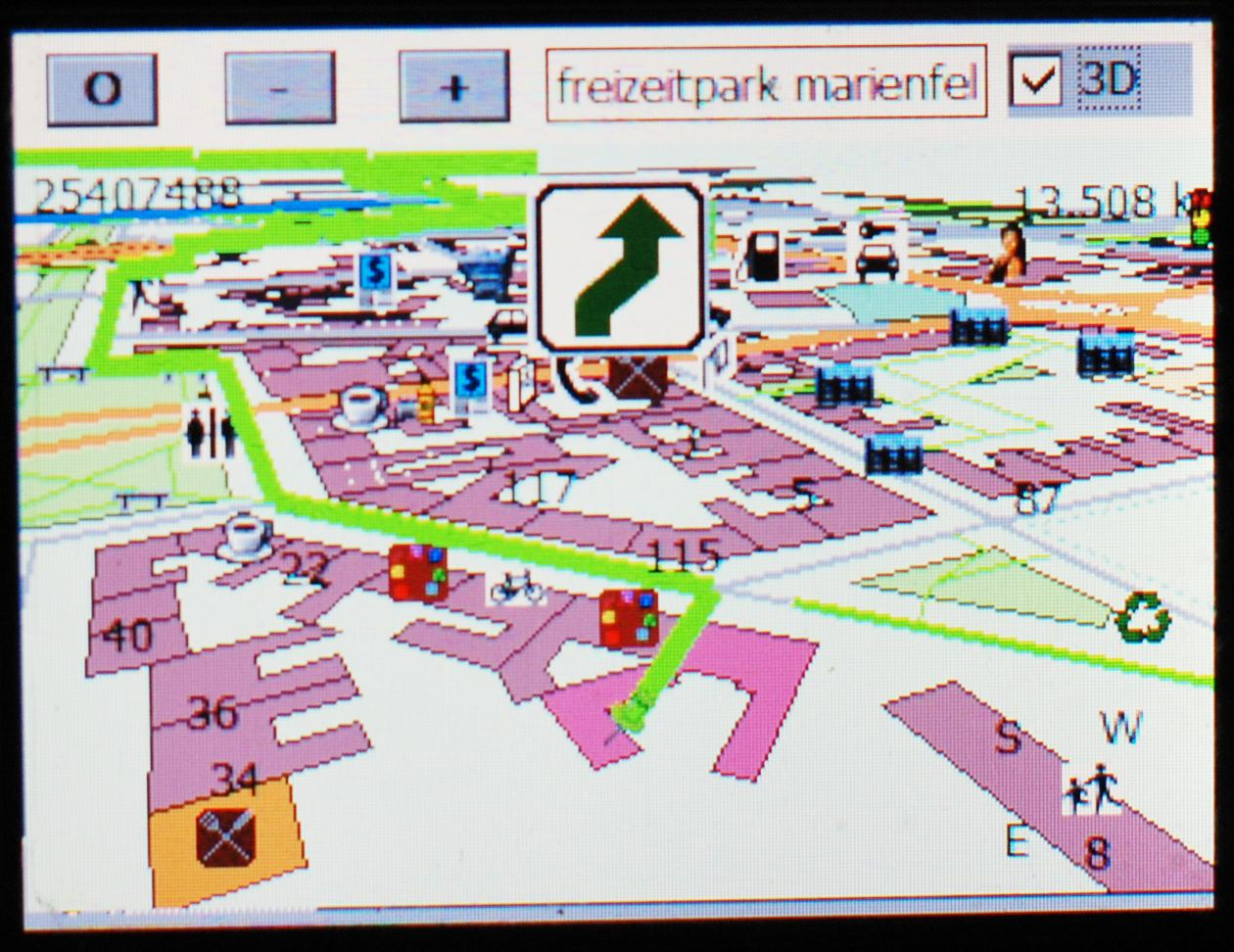
Навігаційна програма з відкритим вихідним кодом для велосипедистів — Gosmore, використовує відкриті картографічні дані з OpenStreetMap

GPS-навігатор — пристрій, який отримує сигнали глобальної системи позиціонування з метою визначення поточного місця розташування пристрою на Землі. Пристрої GPS забезпечують інформацію про широту та довготу, а деякі можуть також обчислити висоту.

## Складові частини
У GPS-навігаторі присутні кілька важливих компонентів, від яких багато в чому залежить точність і якість роботи приладу:
- GPS-чипсет — набір мікросхем, в якому процесор — найважливіша частина. Процесор забезпечує роботу всього пристрою, а також обробляє супутниковий сигнал, що надходить від GPS-модуля, обчислюючи координати.
- GPS-антена, налаштована на частоти, на яких передаються дані навігаційних супутників.
- Дисплей для відображення інформації.
- Оперативна пам'ять — забезпечує швидкодію навігатора.
- Пам'ять BIOS — забезпечує зв'язок апаратної та програмної частини.
- Вбудована Flash-пам'ять — використовується для зберігання операційної системи, програмне забезпечення та даних користувача.
- Інші елементи плати — GPRS-модуль, Bluetooth-модуль, радіоприймач і т. д. Наявність цих елементів залежить від архітектури конкретної моделі навігатора.
- З'єднувачі (зовнішні інтерфейси) — роз'єм зовнішнього живлення, гніздо для підключення навушників, слоти для карт пам'яті і SIM-карт. Набір роз'ємів залежить від особливостей конкретної моделі навігатора.

## Програмна складова
У загальному випадку програмна частина складається з BIOS, операційної системи, програмної оболонки, навігаційних програм і додатків.
- BIOS — мікропрограма, що забезпечує операційній системі доступ до апаратури навігатора.
- Операційна система — власна ОС (як правило, на базі існуючих) або ОС стороннього виробника. Найпопулярніша ОС стороннього виробника — Windows CE
- Програмна оболонка, що забезпечує зручну роботу з програмним забезпеченням навігатора і містить необхідні для коректної роботи програм бібліотеки.
- Навігаційна програма — власна розробка або ПЗ стороннього виробника. Найпопулярніші навігаційні програми сторонніх виробників — CityGuide, Навітел Навігатор, Автосупутник, Прогород та інші.
- Додаткові програми — мультимедійні додатки, ігри та інші програми, як правило, встановлені виробником.

У навігаторах деяких виробників окремі елементи програмної частини можуть бути об'єднані. Наприклад, функції програмної оболонки може виконувати операційна система, а додатки входити складу навігаційної системи.

## Автомобільні навігатори
Сучасні автомобільні навігатори здатні прокладати маршрут з урахуванням організації дорожнього руху і здійснювати адресний пошук. Вони можуть оволодіти великою базою об'єктів інфраструктури, яка служить для швидкого пошуку пунктів
громадського харчування, автозаправних станцій, місць для стоянок і відпочинку. Деякі моделі здатні приймати і враховувати при прокладанні маршруту інформацію про ситуацію на дорогах, по можливості уникаючи серйозних транспортних заторів. Дані про пробки можуть бути отримані навігатором за допомогою мобільного зв'язку (по протоколу GPRS), або з радіоефіру по каналах RDS діапазону FM.
Крім GPS-навігаторів у продажу є пристрої, здатні одночасно працювати і з GPS, і з ГЛОНАСС. Масове виробництво двосистемних навігаторів почалося в травні 2010-го року: у продажу одночасно з'явилися навігатори Lexand SG-555 і Explay GN-510. Сьогодні моделі з підтримкою ГЛОНАСС і GPS є в продуктових лінійках Explay, Lexand, Prestigio, Prology і деяких інших торгових марок. Частка таких пристроїв у загальному річному обсязі продажів навігаторів досягає 6,6 %.

## Мобільні телефони з можливостями GPS
Багато приймачів GPS вбудовані в мобільні телефони. Навігаційне програмне забезпечення доступне для більшості смартфонів 21-го століття, а також деяких Java-телефонів, що дозволяє їм використовувати внутрішній або зовнішній GPS-приймач (в останньому випадку підключення через послідовний інтерфейс або Bluetooth). Деякі телефони використовують A-GPS. Для алгоритмів A-GPS необхідно мати канал зв'язку з віддаленим сервером, який надає інформацію для приймача. Для мобільних пристроїв цим каналом найчастіше є стільниковий зв'язок. Хоча можна отримати необхідну інформацію через доступну точку Wi-Fi. Для передачі інформації пристрій повинен перебувати в зоні дії базової станції оператора стільникового зв'язку та мати доступ до інтернету.
За даними дослідження ринку від незалежної аналітичної компанії Berg Insight, продаж телефонів GSM/WCDMA з підтримкою GPS у 2009 році склав 150 млн одиниць, в той час як окремих приймачів GPS було продано тільки 40 мільйонів.
GPS-навігаційні додатки для мобільних телефонів бувають і он-лайнові (наприклад Waze, Google Maps Navigation), і офф-лайнові (наприклад, iGo для Android, Maverick). Google Maps Navigation входить до складу Android, а це означає, що для більшості користувачів смартфонів не потрібен окремий навігатор.
Багато смартфонів Android мають додаткову функцію GPS, що називається EPO (Extended Prediction Orbit). Телефон завантажує файл, щоб допомогти знайти GPS-супутники швидше і зменшити час до визначення позиції.